# 流程不當
流程不當（Illicit Process），係指在直言三段論的推論中，有些在結論中周延的詞項在前提中不周延，這是一種形式謬誤。
流程不當包括大詞不當與小詞不當。

## 外部連結
- （英文） Logical Fallacy: Illicit Process （页面存档备份，存于）